# 디스트럭토이드
디스트럭토이드(영어: Destructoid)는 2006년 3월에 야니어 곤절러스가 시작한 비디오 게임 전용 블로그이다. 현재 모던메소드 네트워크의 일부이다.